# 島根県道216号下久野停車場線
島根県道216号下久野停車場線（しまねけんどう216ごう しもくのていしゃじょうせん）は、島根県雲南市を通る一般県道である。

## 概要
雲南市大東町下久野のJR西日本木次線 下久野駅から島根県道45号安来木次線に至る。

### 路線データ
- 起点：雲南市大東町下久野（JR西日本木次線 下久野駅前）
- 終点：雲南市大東町下久野（島根県道45号安来木次線交点）

## 歴史
- 1958年（昭和33年）6月13日 - 島根県告示第525号により認定される。
- 1972年（昭和47年）頃 - 現行の県道番号に変更される。
- 2004年（平成16年）11月1日 - 大原郡大東町が雲南市に移行したことにより起終点の地名が変更される。

## 地理

### 通過する自治体
- 島根県
  - 雲南市

### 交差する道路
| 交差する道路           | 交差する場所 | 交差する場所 |
| ---------------------- | ------------ | ------------ |
| 島根県道45号安来木次線 | 大東町下久野 | 終点         |

### 沿線
- JR西日本木次線 下久野駅